# Jonas Algimantas Paužolis
Jonas Algimantas Paužolis (* 1. Mai 1954 in Lazdyniškiai bei Kriukai, Rajongemeinde Joniškis) ist ein litauischer Politiker, Vizeminister und Grenzschützer, von 1992 bis 1996 Leiter des litauischen Grenzschutzes (VSAT), Oberstleutnant der Sowjetarmee.

## Leben
Nach dem Abitur an der Mittelschule Joniškis absolvierte er 1957 die Schule der Artillerie in Kijew. Danach diente er in der Artillerie bis 1986 in der Sowjetarmee als Kommissar in der Rajongemeinde Vilnius. Ab Juni 1990 leitete er die Abteilung der Mobilisation am Krašto apsaugos departamentas (KAD), ab 1991 stellvertretender Direktor von KAD, ab dem 9. Dezember 1991 stellvertretender Verteidigungsminister Litauens, ernannt durch Ministerpräsident Gediminas Vagnorius. Vom 16. Juli 1992 bis 1996 leitete er VSAT.